# Satrapes reitteri
Satrapes reitteri är en skalbaggsart som beskrevs av Lewis 1888. Satrapes reitteri ingår i släktet Satrapes och familjen stumpbaggar. Inga underarter finns listade i Catalogue of Life.